# Lill-Gisse
Lill-Gisse är en sjö i Ljusdals kommun i Hälsingland och ingår i Ljusnans huvudavrinningsområde.